# Venezillo bellavistanus
Venezillo bellavistanus là một loài chân đều trong họ Armadillidae. Loài này được Schultz miêu tả khoa học năm 1995.